# Una vergine in nero
Una vergine in nero (La niña de luto) è un film del 1964 diretto da Manuel Summers.